# Пилотный эпизод (Твин Пикс)
Пилотный эпизод (англ. Pilot) американского драматического телесериала «Твин Пикс» был впервые показан телезрителям на телеканале ABC в воскресенье, 8 апреля 1990 года. Создателями стали Марк Фрост и Дэвид Линч, режиссёром эпизода также выступил Линч.
Эпизод знакомит зрителя с шерифом Гарри Труменом и агентом ФБР Дейлом Купером, которые расследуют громкое убийство старшеклассницы Лоры Палмер; Купер убеждён, что это преступление связано с другим убийством, совершённым годом ранее неподалёку. Эпизод показывает других центральных персонажей, начинает сюжетные линии и показывает некоторые символы, которые будут встречаться на протяжении последующих серий.
Пилот был тепло принят телезрителями и критиками. Изначально эпизод предполагалось назвать Northwest Passage («Северо-Западный проход»).

## Сюжет
Городок Твин Пикс в штате Вашингтон потрясён — на берегу реки найден завёрнутый в полиэтилен труп школьницы Лоры Палмер. Вскоре на мосту в невменяемом состоянии обнаружена её одноклассница Роннетт Пуласки, и местный шериф Гарри Трумэн вызывает ФБР. Прибывает агент Дейл Купер, который находит связь между смертью Лоры и прошлогодним убийством другой школьницы Терезы Бэнкс. Из-под ногтя Лоры изъят кусочек бумаги (с литерой «R»), подобный тому, который был ранее найден под ногтем Терезы (буква «T»), и Купер делает вывод, что эти два убийства — дело рук одного и того же преступника. Тем временем шериф Трумэн арестовывает приятеля Лоры — Бобби Бриггса, у которого тайные отношения с замужней женщиной Шелли Джонсон. Мать Лоры видит ужасающий кошмар.

## Создание

### Идея и сценарий

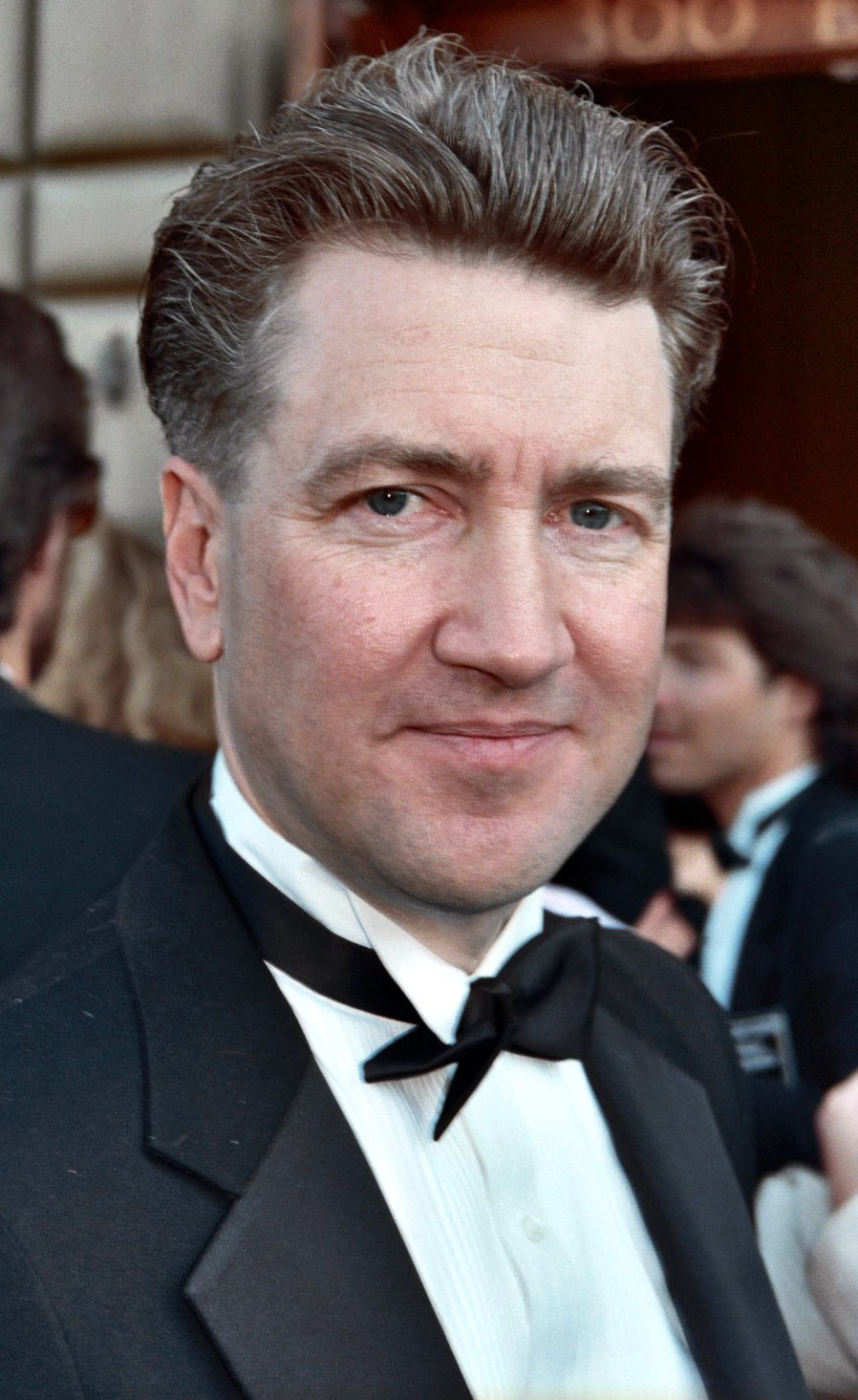
Дэвид Линч на церемонии вручения премии «Эмми» в 1990 году

Дэвид Линч и Марк Фрост предложили идею ABC во время Writers Guild of America, East в 1988 году. Они встретились с Чадом Хоффманом и в общих чертах описали концепцию будущего сериала. По словам Дэвида Линча, изначально на первом плане перед зрителями должна была стоять тайна убийства Лоры Палмер, которая постепенно бы перетекла во взаимоотношения между другими героями, которых бы к тому времени зрители хорошо знали. Линч и Фрост планировали смешать два жанра: полицейское расследование и мыльную оперу.
ABC понравилась эта идея, и компания дала зелёный свет Линчу и Фросту на написание сценария для пилотного эпизода. Тогда как Фрост прописывал многих персонажей, Линч был ответственным за агента Дейла Купера. По словам режиссёра, «он говорит многие вещи, которые говорю я». Первоначально сериал планировалось назвать «Северо-западный проход», а его действие перенести в Северную Дакоту, но тот факт, что городок под названием Northwest Passage действительно существует в США, заставил перенести действие в другое место. На съёмки пилотного эпизода было выделено $ 1,8 млн, а по соглашению с ABC, в случае отвержения телеканалом «Пилота», создатели доснимут окончание к нему таким образом, чтобы это стал полнометражный фильм для проката в Европе.
После съёмок пилотный эпизод он был показан руководству ABC. Бобу Айгеру понравилась серия и ему пришлось приложить усилия, чтобы убедить других проголосовать за поддержку сериала. В частности, Айгер предложил показать пилотный эпизод группе более младшего поколения, которой он понравился. В итоге остальные согласились с Айгером, который убедил руководство заказать 7 эпизодов по $ 1,1 млн на производство каждого. Всё же многие в ABC считали, что новый сериал получит негативные отзывы как зрителей, так и критиков. В итоге мнение Айгера перевесило и «Твин Пикс» попал в эфир.

### Место съёмок

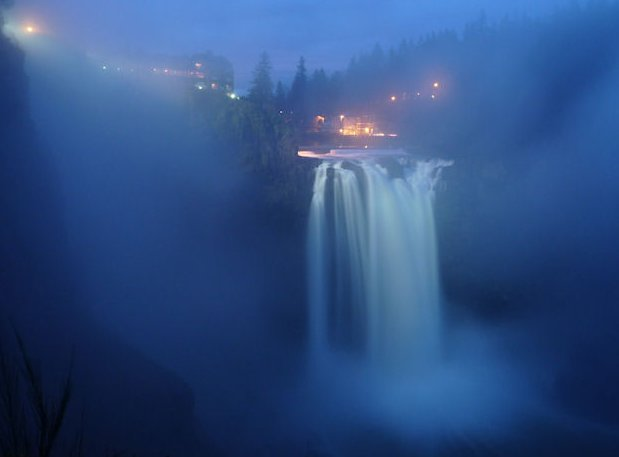
Водопад Снокуолми Фоллс стал одним из символов сериала

Местом съёмок пилотного эпизода стали два соседствующих городка в штате Вашингтон: Сноквалми и Норт-Бенд, расположенные в 30 километрах восточнее Сиэтла.

### Импровизация на съёмках
В нескольких местах во время съёмок пилотного эпизода Дэвид Линч импровизировал путём включения в историю чего-то нового. Наиболее заметное дополнение такого рода произошло после того, когда декоратор Франк Сильва был случайно заснят в зеркале во время съёмок видения Сары Палмер в конце эпизода. Когда Линч увидел лицо Сильвы, ему оно понравилось так сильно, что он пригласил того на роль Убийцы Боба, таинственного мучителя Лоры Палмер, появляющегося в видениях.
Во время съёмок сцены, в которой Дейл Купер исследует тело Лоры в морге, на съёмочной площадке над столом постоянно мерцала лампа дневного света, но Линч решил оставить её из-за эффекта, какой такое мерцание создавало. В этой же сцене актёр второго плана, игравший роль работника морга, на просьбу Купера оставить их одних ответил: «Джим». Актёр на самом деле не расслышал слова Кайла Маклахлена и подумал, что тот спросил его имя. Линчу понравилась реалистичность сцены и она вошла в финальную версию.

## Предпоказы
Перед тем как ABC начали трансляцию пилотного эпизода, он был показан 10 февраля 1990 года на кинофестивале в Майами. Марк Фрост обобщил «Твин Пикс» в фразу: «Синий бархат встречает Пейтон-Плейс». В местном обзоре сразу после предпоказа о пилотном эпизоде писали о загадочности и отличном саундтреке пилота, о желании посмотреть все серии сразу. Однако критик отметил, что хронометраж эпизода может встретить проблемы во время показа по телевидению.
В апреле был проведён показ эпизода в Музее вещания в Голливуде. Медиа-аналитик и рекламный руководитель Пол Шульман после просмотра сказал: «Я не думаю, что у него есть шанс на успех. Это не коммерческий продукт, он коренным образом отличается от того, что мы как зрители привыкли видеть, в сериале нет никого, за кого можно болеть».

## Релиз

### Рейтинги и награды
Двухчасовой пилот стал самым высокорейтинговым фильмом в телевещательном сезоне 1989—1990 годов с рейтингом 21,7, его посмотрели 34,6 миллиона человек в США. В Лос-Анджелесе «Твин Пикс» стал седьмым по популярности сериалом недели, охватив 29 % зрителей. Следующий эпизод начнётся со значительным падением рейтинга — его посмотрят только 23,2 млн человек. Различные средства массовой информации, такие как The New York Times и местные радиостанции, заявляли, что сериалу удалось вырастить культ.
Эпизод был номинирован на 42-ю премию «Эмми» в шести номинациях. Дэвид Линч был номинирован за «Выдающуюся режиссуру в драматическом сериале», в номинации «Выдающийся актёр первого плана в драматическом сериале» был представлен Кайл Маклахлен за роль Дейла Купера, Марк Фрост и Дэвид Линч также были номинированы на премию за лучший сценарий. Пилотный эпизод «Твин Пикс» получил две награды, одна досталась Патриции Норрис за «Выдающийся дизайн костюмов для сериала», другая Дуэйну Данэму за «Выдающееся редактирование». В 1990 году пилотный эпизод также был удостоен Премии Пибоди.

### Отзывы критиков
Первоначально «Твин Пикс» транслировался в четверг вечером, что не совсем подходило для мыльных опер. Участь непопулярного времени трансляции постигла последний сезон сериала «Династия» и его спин-офф «Династия 2: Семья Колби», который закрыли спустя два сезона. Также «Твин Пикс» транслировался телеканалом ABC в то же время, что и успешный ситком «Весёлая компания» телеканала NBC. Том Шейлс в The Washington Post пишет: «„Твин Пикс“ дезориентирует вас так, как это редко кто пытается сделать на малом экране».
Многим критикам пилотный эпизод виделся как «фильм, который изменит историю телевидения», по выражению Дианы Уайт из Boston Globe. Кен Такер из Entertainment Weekly очень тепло отозвался об эпизоде, поставив ему оценку «A+». Журналист предположил, что из-за своей «тревожности» эта история может стать хитом. Дэвид Зуравик в The Baltimore Sun сравнивал эту работу с произведениями Альфреда Хичкока. Джен Чани из The Washington Post назвала пилот одним из наиболее качественно обработанных за всю широковещательную историю.
В 1997 году TV Guide поставил пилотный эпизод «Твин Пикс» на 25 место в составленном списке 100 величайших эпизодов.

### Выпуск на носителях
Из-за проблем с правами пилотный выпуск не издавался на носителях в США вплоть до 2007 года. Европейская версия пилота (хронометражом 116 минут) была выпущена на VHS и DVD в 1989 году: эта альтернативная версия была показана в Европе как отдельный телевизионный фильм. Европейская версия идентична американской вплоть до последних сцен, однако далее раскрывается убийца Лоры Палмер. Обе версии пилотного эпизода были включены в DVD-релиз Twin Peaks: Definitive Gold Box, выпущенного в США 30 октября 2007 года. Линчу настолько понравились кадры, отснятые для европейского релиза, что некоторые из них он включил в следующие эпизоды сериала, в частности это касалось сна Купера.